# Vysšaja Liga 1973-1974 (pallacanestro)
La Vysšaja Liga 1973-1974 è stata la 40ª edizione del massimo campionato sovietico di pallacanestro maschile. La vittoria finale è stata appannaggio del CSKA Mosca.

## Classifica
|  |     | Squadra            | G  | V  | P  | PF   | PS   | PF/PS | Pt |
|  | --- | ------------------ | -- | -- | -- | ---- | ---- | ----- | -- |
|  | 1.  | CSKA Mosca         | 27 | 23 | 4  | 2390 | 2086 | +304  | 43 |
|  | 2.  | Spartak Leningrado | 27 | 22 | 5  | 2079 | 1858 | +221  | 40 |
|  | 3.  | Stroitel Kiev      | 27 | 17 | 10 | 2301 | 2173 | +128  | 38 |
|  | 4.  | Dinamo Mosca       | 27 | 16 | 11 | 2202 | 2109 | +93   | 37 |
|  | 5.  | Kalev Tartu        | 27 | 15 | 12 | 2197 | 2114 | +83   | 37 |
|  | 6.  | Dinamo Tbilisi     | 27 | 10 | 17 | 2050 | 2159 | -109  | 33 |
|  | 7.  | RTI Minsk          | 27 | 9  | 18 | 1963 | 2217 | -254  | 32 |
|  | 8.  | Žalgiris Kaunas    | 27 | 9  | 18 | 2108 | 2200 | -92   | 31 |
|  | 9.  | SKA Kiev           | 27 | 7  | 20 | 2022 | 2180 | -158  | 29 |
|  | 10. | Rīgas ASK          | 27 | 7  | 20 | 2066 | 2282 | -216  | 28 |

## Squadra vincitrice
|  | Naz.                        | Ruolo | Sportivo             | Anno | Alt. |  |  |
|  | --------------------------- | ----- | -------------------- | ---- | ---- |  |  |
|  | Unione Sovietica (bandiera) |       | V. Akimov            |      |      |  |  |
|  | Unione Sovietica (bandiera) | G     | Sergej Belov         | 1944 | 190  |  |  |
|  | Unione Sovietica (bandiera) | C     | Nikolaj D'jačenko    | 1948 | 212  |  |  |
|  | Unione Sovietica (bandiera) | P     | Vladimir Gomel'skij  | 1953 | 178  |  |  |
|  | Unione Sovietica (bandiera) | G     | Vladimir Illjuk      |      |      |  |  |
|  | Unione Sovietica (bandiera) | A     | Ivan Jadėška         | 1945 | 196  |  |  |
|  | Unione Sovietica (bandiera) | G     | Sergej Jastrebov     |      |      |  |  |
|  | Unione Sovietica (bandiera) | AG    | Evgenij Kovalenko    | 1950 | 198  |  |  |
|  | Unione Sovietica (bandiera) | A     | Nikolaj Kovyrkin     |      |      |  |  |
|  | Unione Sovietica (bandiera) |       | Petr Lušnenko        | 1950 | 205  |  |  |
|  | Unione Sovietica (bandiera) | P     | Valerij Miloserdov   | 1951 | 187  |  |  |
|  | Unione Sovietica (bandiera) |       | Aleksandr Nazarenko  |      |      |  |  |
|  | Unione Sovietica (bandiera) | A     | Viktor Petrakov      | 1949 | 200  |  |  |
|  | Unione Sovietica (bandiera) | C     | Vladimir Viktorov    |      |      |  |  |
|  | Unione Sovietica (bandiera) | C     | Alžan Žarmuchamedov  | 1944 | 207  |  |  |
|  | Unione Sovietica (bandiera) | ALL   | Aleksandr Gomel'skij |      |      |  |  |